# Ratyan
Ratyan (tiếng Ả Rập: رتيان) là một thị trấn ở phía bắc Syria, một phần hành chính của quận A'zaz của tỉnh Aleppo, nằm về phía tây bắc của Aleppo. Các địa phương gần đó bao gồm Mayer ở phía tây bắc, Al-Zahraa và Bayanoun ở phía tây và Tell Jabin ở phía đông. Theo Cục Thống kê Trung ương Syria, Ratyan có dân số 2.216 người trong cuộc điều tra dân số năm 2004.
Vào ngày 18 tháng 2 năm 2015, các lực lượng thân chính phủ, được hậu thuẫn bởi lực lượng dân quân Lebanon Hezbollah và Vệ binh Cách mạng Iran, đã kiểm soát Ratyan và báo cáo đã thực hiện một vụ thảm sát ít nhất 30 thường dân, cũng như làm bị thương hàng trăm người khác trong làng. Phiến quân của Mặt trận Levant được cho là có thể giành lại quyền kiểm soát ngôi làng trong cùng một ngày.
Vào ngày 5 tháng 2 năm 2016, chính phủ đã chiếm lại ngôi làng.